# Trogonostomus mucoreum
Trogonostomus mucoreum är en skalbaggsart som beskrevs av Hermann Burmeister 1844. Trogonostomus mucoreum ingår i släktet Trogonostomus och familjen Rutelidae. Inga underarter finns listade i Catalogue of Life.